# Crestwood Publications

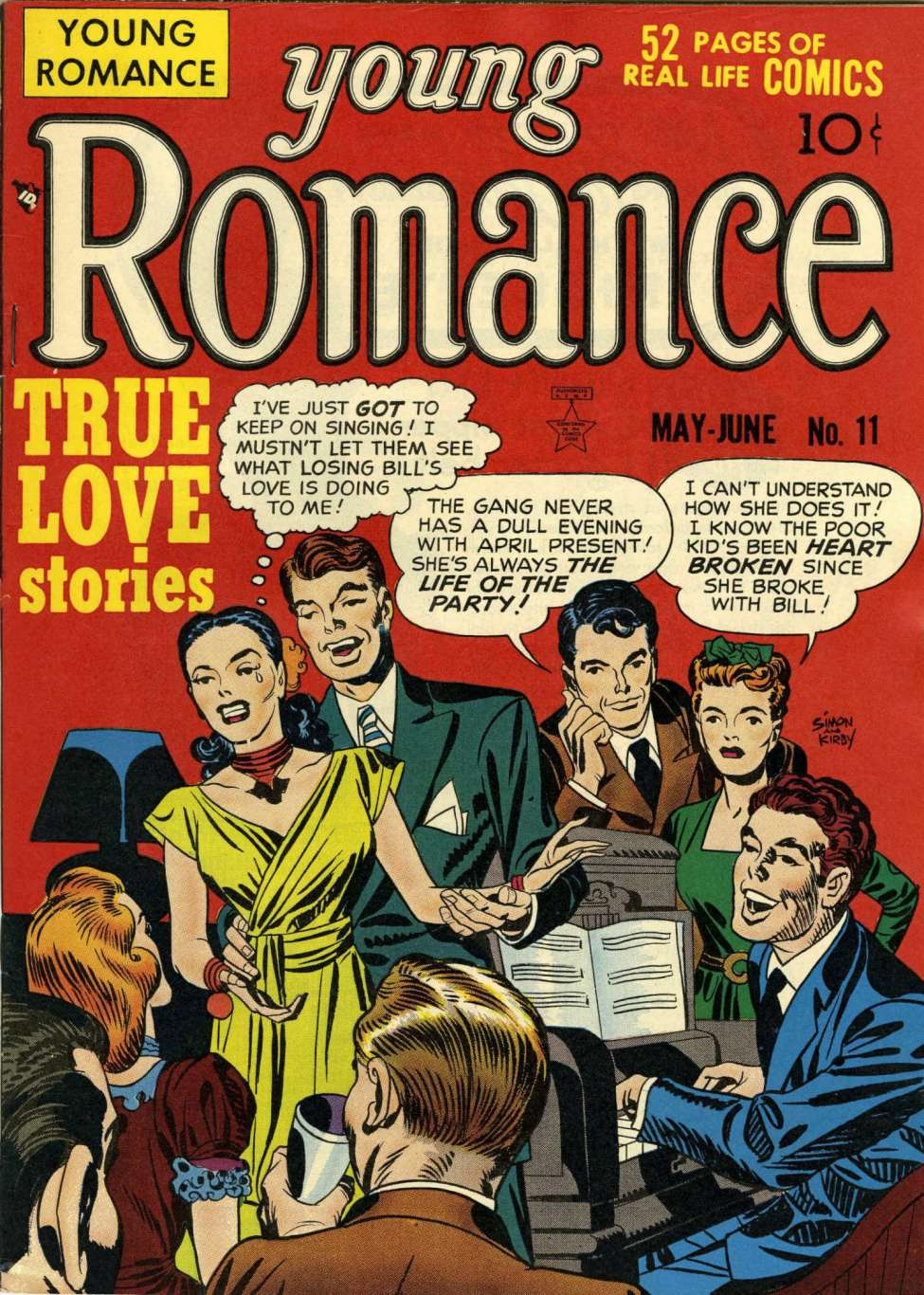
Capa da revista Young Romance#11 (1949)

Crestwood Publications, também conhecida por Prize Comics e Feature Publications, foi uma editora de revistas que publicou quadrinhos durante os anos de 1940 a 1960. Muito da sua fama no ramo deve-se ao fato de que entre os anos das décadas de 1940 e 1950, Joe Simon e Jack Kirby produziram quadrinhos para a companhia e criaram vários títulos novos. Dentre esses os quadrinhos de horror leve Black Magic, as aventuras de Fighting American e o primeiro título de romance, Young Romance. 
A companhia encerrou sua produção de quadrinhos em 1963, vendendo os títulos remanescentes de quadrinhos de romance para a DC Comics. Continuou a publicar revistas humorísticas até meados dos anos de 1970.

## Personagens de quadrinhos
- Airmale
- American Eagle
- Atomic Man
- Black Owl
- Blue Streak
- Bulldog Denny
- Captain Gallant
- Dr. Dekkar, Master of Monsters
- Dr. Frost
- The Futureman & Jupiter
- Green Lama (também publicado em revistas "pulp" por Spark Publications)
- Junior Rangers
- Master Magician
- Power Nelson
- Ted O'Neil
- Yank & Doodle

## Revistas em quadrinhos
| Título                       | Série          | Números  | Datas        | Notas                                              |
| ---------------------------- | -------------- | -------- | ------------ | -------------------------------------------------- |
| All for Love                 |                | #1 - 17  | fev/mar 1959 | Depois de um intervalo, relançada como Young Love. |
| Black Magic                  |                | #1 - 50  | 1950 - 61    | Renomeado para Cool Cat.                           |
| Cool Cat                     |                | #62 - 64 | 1962         |                                                    |
| Charlie Chan                 |                | #1 - 5   |              |                                                    |
| Fighting American            |                | #1 - 7   | 1954 - 55    |                                                    |
| Frankenstein Comics          |                | #1 - 33  | 1945 - 54    |                                                    |
| Headline Comics              |                | #1 - 77  | 1943 - 56    |                                                    |
| Justice Traps the Guilty     |                | #1 - 92  |              |                                                    |
| Prize Comics                 |                | #1 - 68  | 1940 - 48    |                                                    |
| Prize Comics Western         |                | #1 - 46  | 1948 - 56    |                                                    |
| Strange World Of Your Dreams |                | #1 - 4   |              |                                                    |
| Treasure Comics              |                | #1 - 12  |              |                                                    |
| Western Love                 |                | #1       |              |                                                    |
| Young Brides                 |                | #1 - 29  | 1952 - 56    |                                                    |
| Young Love                   | Primeira Série | #1 - 73  | 1949-57      | Continuada pela DC Comics.                         |
| Young Love                   | Segunda Série  | #18 - 38 | 1960-63      | Continuado como All For Love.                      |
| Young Romance                |                | #1 - 126 | 1947 - 63    | Continuada pela DC Comics.                         |